# A Drop of The Dubliners
A Drop of The Dubliners er et album af The Dubliners udgivet i 1969 af Major Minor Records. De medvirkende er Ronnie Drew, Luke Kelly, Barney McKenna, Ciaran Bourke og John Sheahan.
Albummet indeholder materiale fra deres tidligere udgivelser. Den eneste nye sang er "Lock Up Your Daughters", der optræder på andre af Dubliners albummer.

## Spor[1]

### Side Et
1. "Seven Drunken Nights"
2. "The Black Velvet Band"
3. "Muirsheen Durkin"
4. "Carolan's Concerto"
5. "Whiskey in the Jar"
6. "Maloney Wants a Drink"
7. "Never Wed an Old Man"

### Side To
1. "Weila Waile"
2. "Quare Bungle Rye"
3. "Irish Navy"
4. "Donkey Reel"
5. "Old Alarm Clock"
6. "The Rising of the Moon"
7. "Lock Up Your Daughters"